# Paul Buckmaster
Paul Buckmaster (* 13. Juni 1946 als John Paul Buckmaster in London; † 7. November 2017 in Los Angeles, Kalifornien) war ein britischer Musiker (Cello, Piano, Keyboard), Komponist und Arrangeur.

## Leben
Buckmaster begann mit vier Jahren Cello zu lernen. Bereits mit sechs Jahren erhielt er erste Preise; mit elf Jahren wurde er für ein klassisches Instrumentalstudium am Royal College of Music zugelassen; mit 16 Jahren hatte er seinen Studien-Abschluss.
Bekannt wurde er für seine Arbeit mit Elton John. Er arrangierte auch Stücke für die Bee Gees, David Bowie, Michael Bublé, Leonard Cohen, Jamie Cullum, Mika, Harry Nilsson und die Rolling Stones. Weiterhin arbeitete er mit der Third Ear Band (Music From Macbeth), später mit Sun Treader und produzierte mit Stomu Yamashta das erste Album der Gruppe Go. Er schrieb die Musik für das Album Chitinous des Chitinous Ensemble, an dem unter anderem Brian Smith und Ian Carr beteiligt waren. Als Filmmusik-Komponist war er u. a. für den Soundtrack des Films 12 Monkeys verantwortlich.
Im Bereich des Jazz wirkte er als Musiker auch bei Chris Barber, Miles Davis (Big Fun, 1974), Neil Ardley (Will Power: A Shakespeare Birthday Celebration in Music, 1974) und Tony Esposito. Auch waren seine Ideen der Ausgangspunkt für das Miles-Davis-Album On the Corner (1972).

## Auszeichnungen
Bei den Grammy Awards 2002 gewann er den Grammy für das „Beste Instrumentalarrangement mit Gesangsbegleitung“ für den Song Drops of Jupiter der amerikanischen Alternative-Band Train.

## Arbeiten mit Elton John
- Elton John (Album)
- Tumbleweed Connection
- Friends (Filmsoundtrack)
- Madman Across the Water
- Don’t Shoot Me I’m Only the Piano Player
- Blue Moves
- Made in England
- Songs from the West Coast

## Filmografie (Auswahl)
- 1988: Midnight Crossing
- 1995: 12 Monkeys (Twelve Monkeys)
- 1997: Der Macher (The Maker)
- 1997: Der Psycho-Mörder – Murder in Mind (Murder in Mind)
- 1997: America’s Most Wanted (Most Wanted)